# Cryptoblabes
Cryptoblabes är ett släkte av fjärilar som beskrevs av Philipp Christoph Zeller 1848. Cryptoblabes ingår i familjen mott.

## Dottertaxa tillCryptoblabes, i alfabetisk ordning[1][2]
- Cryptoblabes adoceta
- Cryptoblabes aliena
- Cryptoblabes alphitias
- Cryptoblabes amphicharis
- Cryptoblabes angustipennella
- Cryptoblabes ardescens
- Cryptoblabes argentata
- Cryptoblabes bataka
- Tvåstrimmigt almott Cryptoblabes bistriga
- Cryptoblabes centroleuca
- Cryptoblabes decima
- Cryptoblabes elaeothrepta
- Cryptoblabes ephestialis
- Cryptoblabes euraphella
- Cryptoblabes ferrealis
- Cryptoblabes flavizonalis
- Cryptoblabes gnidiella
- Cryptoblabes hanuman
- Cryptoblabes hemigypsa
- Cryptoblabes kueppersi
- Cryptoblabes lariciana
- Cryptoblabes lophopterella
- Cryptoblabes lugdunella
- Cryptoblabes mannheimsi
- Cryptoblabes myosticta
- Cryptoblabes obsoletella
- Cryptoblabes petrucki
- Cryptoblabes plagioleuca
- Cryptoblabes proleucella
- Cryptoblabes rufimarginella
- Cryptoblabes rutilella
- Cryptoblabes scotochroalis
- Cryptoblabes sita
- Cryptoblabes southi
- Cryptoblabes spodopetina
- Cryptoblabes sudasa
- Cryptoblabes taenialis
- Cryptoblabes tiga
- Cryptoblabes trabeata
- Cryptoblabes wockiana